# Egan Lajos
Borostyánkői Egan Lajos (Csáktornya, 1852. október 2. – ?, 1920. szeptember 15.) fiumei kormányzó-helyettes, miniszteri tanácsos.

## Élete
Eleinte a fiumei magyar király tengerészeti hatóság mérnöki osztályának volt a főnöke, később pedig a helyi kormányzóságon iparfelügyelői teendőkkel is megbízott miniszteri tanácsos, majd 1917-től kormányzóhelyettes volt.
Elnöki megnyitója: Magyar Mérnök- és Építész-Egylet Közlönye (1911)

### Családja
Egan Ede (1816–1880) és Koch Júlia (1828-1902) gyermeke, testvére Egán Ede, házastársa Hanke Berta (1862–1940) volt, akit 1883. december 15-én vett feleségül. Fia Egan Béla (1885–1914).

## Művei
- Írország. Történeti vázlatok; Szent László Ny., Bp., 1905
- Néhány őszinte szó Darányi Ignác földmívelésügyi ministerhez úrhoz a sertéskolera gyógyításáról; Szent László Ny., Bp., 1907
- A zsidókérdés Magyarországban; Buzárovits Ny., Esztergom, 1910
- Egán Lajos–Kontra Aladár: Magyarok romlása; Stark, Bp., 1913
- Egan Lajos naplója. Impériumváltások Fiumében a kormányzóhelyettes szemével, 1918–1920; szerk., sajtó alá rend., tan., jegyz. Ordasi Ágnes; MTA BTK TTI, Bp., 2019 (Magyar történelmi emlékek. Elbeszélő források)